# Proszowice (gmina w województwie kieleckim)
Proszowice (do 1870 i od 1923 miasto Proszowice) – dawna gmina o nieuregulowanym statusie istniejąca w latach 1870–1923 w woj. kieleckim. Siedzibą władz gminy była osada miejska Proszowice.
Gmina Proszowice powstała 13 stycznia 1870 w powiecie miechowskim w guberni kieleckiej w związku z utratą praw miejskich przez miasto Proszowice i przekształceniu jego w wiejską gminę Proszowice w granicach dotychczasowego miasta.
W okresie międzywojennym gmina należała do powiatu miechowskiego w woj. kieleckim. Po przejściu pod zwierzchnictwo polskie, była to jednostka o nieuregulowanym statusie – gmina posiadała samorząd miejski nadany przez austriackiego okupanta podczas I wojny światowej, lecz nie została zaliczona do miast w 1919 (była określana jako "miejscowość").
Jako gmina nie-miejska jednostka formalnie przestała funkcjonować 1 marca 1923 roku w związku z zaliczeniem Proszowic do miast (gmin miejskich).